# Light the Night
Light the Night (華燈初上T, 华灯初上S), precedentemente conosciuto come Blue Hour, è una serie televisiva Netflix del 2021 scritta da Ryan Tu e diretta da Lien Yi-chi. La serie è interpretata da Ruby Lin, Yo Yang, Cheryl Yang, Rhydian Vaughan, Derek Chang, Puff Kuo, Esther Liu, Cherry Hsieh and Nikki Hsin-ying Hsieh.

## Sommario

### Stagione 1
Ambientato nel 1988 nel quartiere a luci rosse di Taipei, racconta la vita, l'amore e le lotte delle mamasan del club e delle loro hostess.

### Stagione 2
Segreti e bugie vengono alla luce mentre le donne del club Light cercano di identificare chi uccise una di loro.

## Attori

### Personaggi principali
- Ruby Lin nei panni di Lo Yu-nung, alias Rose, la manager del club
- Yo Yang nei panni di Pan Wen-cheng, un investigatore
- Cheryl Yang nei panni di Su Ching-yi, alias Sue, la proprietaria del club
- Rhydian Vaughan nei panni di Chiang Han, un famoso sceneggiatore televisivo
- Derek Chang nei panni di He Yu-en, uno studente universitario
- Esther Liu nei panni di Li Shu-hua, alias Hana, un'hostess del club
- Cherry Hsieh  nei panni di Chi Man-ju, alias Ah-chi, un'hostess del club
- Nikki Hsin-ying Hsieh nei panni di Huang Pai-he, alias Yuri, un'hostess del club
- Puff Kuo nei panni di Wang Ai-lien, alias Aiko, una hostess e compagna di classe di Yu-en

### Personaggi secondari
- Cammy Chiang nei panni di Lin Ya-wen alias Yaya, ragioniera e hostess del club
- Hu Wei-jie nei panni di Ting Chia-hao alias Hsiao-hao, un cameriere del club
- Nash Zhang nei panni di Li Chien-ta alias Ah-ta, un investigatore
- Dora Hsieh nei panni di Yen Chiao-ju alias Mei-mei, un'investigatrice
- Jim Liu nei panni di Wu Tsu-wei, figlio di Yu-nung e Shao-chiang

### Personaggi ospiti
- Wallace Huo nei panni di Ma Tien-hua alias Hinoki, il fratello giurato di Ching-yi, un famigerato gangster
- Joseph Cheng nei panni di Wu Shao-chiang, il marito di Yu-nung (parte 1, 3)
- Wang Po-chieh nei panni di Henry, un ospite di "Ciao" innamorato di Yu-ri
- Kai Hsiu nei panni di Ko Chih-hao, un prosecutore
- Lee Lee-zen nei panni di Hsu Kuo-piao alias Piao-ke, un gangster (parte 1)
- Kagami Tomohisa nei panni di Nakamura Masao, un cliente del club
- Chu Chung-heng nei panni di Sun Ming-chang, il superiore di Wen-cheng
- Ken Lin nei panni di Feng, un produttore televisivo (parte 1-2)
- Lorene Jen nei panni di Hsiao Wan-jou, una famosa attrice (parte 1-2)
- Wu Kang-ren nei panni di Liu Pao-lung alias Pao-pao, il proprietario di "Sugar", una hostess travestita (parte 2-3)
- Wang Ching-ying nei panni di Su Mei-yu, la madre di Ching-yi (parte 2-3)
- Yi Cheng nei panni di Chu Wen-hsiung, il vicino di casa della famiglia Lo, l'ex amante di Mei-yu (parte 2-3)
- Gingle Wang nei panni della giovane Lo Yu-nung (parte 2-3)
- Tseng Jing-hua nei panni del giovane  Wu Shao-chiang (parte 2-3)
- Jean Ho nei panni della giovane Su Ching-yi (parte 2)

### Altri personaggi
- Greg Hsu come compagno di classe di Yu-en (parte 1)
- Shen Meng-sheng nel ruolo di Lo Chun-sheng, il padre di Yu-nung (parte 1-2)
- Moon Wang nei panni di Lo Hsieh Hsueh-ling, la madre di Yu-nung (parte 1-2)
- James Wen nei panni di Lo Li-nung, il fratello maggiore di Yu-nung (parte 1)
- June Tsai nei panni di Lo I-nung, la sorella maggiore di Yu-nung (parte 1-2)
- Ma Nien-hsien nei panni di Tsai Huo-wang, il proprietario di un izakaya
- Heaven Hai nei panni di Ko Hsiu-chih, il proprietario di un barbiere (parte 1-2)
- Hans Chung nei panni di Kevin Cheng, il manager di "Ciao" (parte 1)
- Chen Bor-jeng nei panni del padre di Shu-hua (parte 1, 3)
- Fan Jui-chun nei panni della madre di Ai-lien (parte 1, 3)
- JC Lin come studente del club di alpinismo che ha trovato il cadavere (parte 1)
- Edison Song come studente del club di alpinismo che ha trovato il cadavere (parte 1)
- Ying Tsai-ling nei panni di Zhang Yi-fen, il decano dell'orfanotrofio (parte 2-3)
- Kitamura Toyoharu, un cliente del club (parte 1)
- Berry Kuo, un impiegato di una pasticceria (parte 2)
- Vivian Hsu nei panni di Chiung-fang, l'ex proprietaria del club (parte 2)
- Chang Yung-cheng nei panni del presidente Fang, un inserzionista, fidanzato di Hsiao Wan-jou (parte 2)
- Austin Lin come magazine club senior (parte 2-3)
- 9m88, un'hostess del club (parte 2)
- Tang Chih-wei nei panni di Li Ssu-ching, una conduttrice di programmi televisivi (parte 2)
- Emerson Tsai, cliente di "Sugar" (parte 3)
- Ray Chang nei panni dell'ex fidanzato di Shu-hua (parte 3)

### Supporto
- Chien Shao-feng come studente del club di alpinismo che ha trovato il cadavere (parte 1)
- Wang Yu-hsuan come studente del club di alpinismo che ha trovato il cadavere (parte 1)
- Wu Kun-da nei panni di Pai Lung, il proprietario del bar (part 1)

## Episodi
| Stagione         | Episodi | Pubblicazione originale | Pubblicazione in italiano |
| ---------------- | ------- | ----------------------- | ------------------------- |
| Prima stagione   | 8       | 2021                    | 2021                      |
| Seconda stagione | 8       | 2021                    | 2021                      |
| Terza stagione   | 8       | 2022                    | 2022                      |

## Produzione
Sei protagoniste femminili hanno partecipato alla riunione stampa tenutasi a Taipei l'11 settembre 2020. Inoltre, hanno svelato la formazione degli attori maschili il 14 ottobre 2020. Sono stati spesi oltre 250 milioni di dollari taiwanesi per produrre la serie di 24 episodi, che presenta set stravaganti e costumi. La serie originale prevedeva di essere trasmessa solo su TVBS, ma la produzione di alto livello e i temi della storia unici hanno attirato l'attenzione della piattaforma di streaming Netflix e alla fine hanno ottenuto i diritti di distribuzione all'estero per oltre 300 milioni di dollari taiwanesi.

## Distribuzione
La prima stagione di Light The Night è stata distribuita a livello globale il 26 novembre 2021 su Netflix, la prima stagione della serie è stata rilasciata in tre parti. Il 22 novembre 2021, pochi giorni prima della première della serie, i primi due episodi della prima parte sono stati proiettati al 58° Taipei Golden Horse Film Festival.

## Colonna sonora
Light The Night Original Soundtrack (OST) (華燈初上影集原聲帶)  fu rilasciata l'1 Gennaio, 2022 da svariati artisti. Contiene un totale di 9 tracce. L'album è disponibile in streaming su varie piattaforme di streaming musicale
1. The Moon Represents My Heart (Opening song) – 3:48 (testo: Sun Yi – musica: Weng Ching-hsi) – Ashin
2. Finally (Ending song) – 4:55 (testo: Pan Yun-An – musica: Pan Yun-An) – Accusefive
3. Love, Loved, Loving – 4:02 (testo: Wu Sheng-hao – musica: Lin Che-an) – Mixer
4. Rainy Night Flower – 3:21 (testo: Chiu Thiam-ong – musica: Teng Yu-hsien) – Jiajia
5. Shattered – 4:05 – Fran Chen
6. Don't Love Me – 4:49 – Ruby Lin
7. Alone – 3:45 (testo: Ring – musica: Ring) – Ring
8. Place of First Love – 2:56 (testo: Sun Yi – musica: Liu Chia-chang) – Jiajia
9. How Are You – 4:28 (testo: Kidding Chiu – musica: Kidding Chiu) – Arrow Wei